# Ryxö naturreservat
Ryxö är ett naturreservat i Brastads socken i Lysekils kommun i Bohuslän.

## Geografi
En mil norr om Lysekil ligger ön Ryxö i Brofjorden, mittemot samhället Rixö. Naturreservatet omfattar hela ön och är 61 hektar stort. Det avsattes som skyddat område 1968 och kännetecknas av kuperade hällmarker.
Tvärs över ön löper en bred dalsänka, Ängebågen, med lövskogspartier och ängsmarker. Denna dalsänkan har tidigare varit uppodlade och det finns spår av bebyggelse och hägnader. Där i dalsänkan finns ekskogspartier och alkärr. Ängarna övergår på östsidan i strandängar med närings- och häckningsplats för vadarefåglar.
Det finns även rester efter förhistoriska gravar av typen rösen och stensättningar.

Sydöstra Ryxö panorama

Ryxö i Brofjorden